# Ахшунвар (титул)
Ахшунвар или Вахшунвар (согд. əxšōnδār; пехл. xašnawāz) — титул правителей эфталитов в V и VI веках. Также использовался как личное имя. Название имеет восточно-иранское происхождение, согласно В. Б. Хеннингу, его первоначальная форма ʾxšʾwndr [axšōndār] «царь», «правитель». Г. Виденгрен, однако, предполагает, что первоначальной формой было согдийское ʾxšʾwnwʾr [əxšāwan’ār] «носитель власти». 
В новоперсидском эпосе «Шахнаме» («Книга царей») средневекового персидского поэта Фирдоуси и других персидских источниках термин подвергается народной этимологии и принимает форму Хушнаваз, со значением «прекрасный игрок, музыкант», а также используется как личное имя, например, Масуди пишет об «Ахошнавазе, царе эфталитов». 
Некоторые исследователи предполагают, что имя кидаритского царя Кунхас (Koúγxas) происходит от того же корня, что и титул Ахшунвар. Согласно этой гипотезе, титул первоначально принадлежал кидаритам и был впоследствии заимствован эфталитами после вытеснения ими кидаритов.